# Litavski šahovski savez
Litavski šahovski savez (lit: Lietuvos šachmatų federacija), krovno tijelo športa šaha u Litvi. Sjedište je u Vilniusu, Zemaites g. 6. Litva pripada europskoj zoni 1.7. Predsjednik je Gytis Kaminskas (ažurirano 22. listopada 2019.).

## Vanjske poveznice
- Službene stranice